# Argyre Rupes
L'Argyre Rupes è una struttura geologica della superficie di Marte.